# Autoroute A11 (Belgique)
Pour les articles homonymes, voir Autoroute A11.
L'autoroute belge A11 (classée en tant qu'E34) est une autoroute qui, à terme, doit relier le Ring d'Anvers à la nationale 32 au nord de Bruges.
Actuellement, seuls deux tronçons sont réalisés. Celui à l'est, d'Anvers jusqu'au canal Gand-Terneuse aux alentours de Zelzate et à l'ouest entre Bruges et Westkapelle (près de Knokke-Heist).
Cette autoroute ne doit pas être confondue avec le projet original des années 1950. Ce numéro lui a été attribué en 1984.

## Historique

### 1950 - Le projet initial
À la fin des années 1950, le projet original visait à construire une autoroute radiale au départ du ring de Bruxelles, à hauteur de Wemmel (entre les actuelles A10 et A12) en direction de la côte belge.
Lors de la révision du projet en 1966, les plans furent modifiés et un axe Bruxelles-Zelzate-Bruges-Calais fut défini. Ce tracé devait desservir les villes de Asse, Dendermonde, Lokeren, Eeklo et Maldegem. L'autoroute devait ensuite rejoindre la branche actuelle de l'E40 à Jabbeke et continuer en direction de Furnes et Calais.
L'autoroute A11 visait à remplir trois fonctions principales:
- offrir un dédoublement à l'A10 (E40) en période de vacances, ceci permettant de diviser le flux des vacanciers.
- offrir un accès direct aux ports de Gand et de Zeebruges alors en pleine expansion.
- offrir une meilleure desserte aux villes d'Asse et Dendermonde.
Les travaux au départ de Bruxelles avaient été votés au plan quinquennal 1976-1980. Ces derniers avaient par ailleurs débuté aux alentours d'Asse dès 1976. Cependant ils furent rapidement arrêtés face à la pression populaire, notamment des agriculteurs locaux, qui étaient farouchement opposés au tracé de cette nouvelle autoroute. Finalement, le projet fut définitivement abandonné deux ans plus tard au profit de schémas régionaux de moindre importance.

### 1984 - Réaffectation du projet
À la suite de l'abandon du projet initial, la nomenclature de l'A11 est affectée à un autre projet autoroutier en 1984, à savoir à l'axe Anvers - Zelzate - Knokke-Heist. 
Bien que considéré comme prioritaire dès les années 1930, cet axe est finalement relégué au second plan afin de concentrer les efforts sur les actuelles E17 et E40. Ces deux autoroutes seront peu à peu délaissées par la population anversoise au profit des nationales 49 et 617, qui en plus d'offrir une alternative aux embouteillages, sont surtout des voies de communication plus directes vers la côte belge. Outre la population locale, cet axe est également de plus en plus emprunté par les transports marchands issus du port d'Anvers car il offre un accès plus direct aux ports de Gand et Zeebruges. Les convois agricoles, également autorisés sur ces routes nationales, finissent par saturer définitivement le tracé à la fin des années 1970.
Au début de la décennie suivante, la problématique devient tellement préoccupante que les autorités n'ont d'autre choix que de faire évoluer la nationale au statut autoroutier. Le projet propose alors de partir du ring d'Anvers et de rejoindre l'autoroute A10 (E40) au niveau de l'échangeur de Jabbeke, tout en suivant le tracé des nationales 617 et 49. La première section au format autoroutier est ouverte en 1983 entre Anvers et Maldegem. Ce n'est cependant qu'en 1984, que la nomenclature A11 lui est conférée par arrêté royal.
Les travaux se poursuivent tout au long de la seconde moitié des années 1980, petit à petit, faute d'un budget suffisant. Ce n'est qu'en 1991, que le second tronçon entre Maldegem et Zelzate est finalement mis aux normes autoroutières sur le tracé existant de la nationale 49.
La section autoroutière s'étend alors sur 43 km.

### 2010 - Branche ouest
C'est au début des années 2010 que le projet prend un nouvel essor avec la réalisation du tronçon de 12 km entre les nationales 32 au nord de Bruges et la nationale 49 à Westkapelle. Les travaux débutent en mars 2014.
Ce chaînon important vise à améliorer grandement la desserte de la région des polders, et surtout des deux zones portuaires de Gand et Zeebruges. De plus cet axe permet de séparer le trafic local du charroi commercial.
Après 42 mois de travaux, le nouveau tronçon est ouvert à la circulation le 1er septembre 2017.
Cette réalisation est remarquable à plus d'un titre car elle comporte de nombreux ouvrages d'art dont un double-pont mobile qui permet aux bateaux de continuer à emprunter le Canal Albert que l'autoroute enjambe. La touche environnementale n'a pas été oubliée avec la réalisation de pistes cyclables et d'éco-passages tout au long du trajet. L'intégration paysagère de l’autoroute A11 autour de Bruges et Knokke a été effectuée par le paysagiste Bas Smets.
Le coût total des travaux est estimé à 674 millions d'euros, soit un coût au kilomètre estimé à 56 millions, ce qui en fait l'autoroute la plus chère jamais construite en région flamande.

## Description du tracé
|    | Dénomination                         | Destinations                                 | BK  |
| -- | ------------------------------------ | -------------------------------------------- | --- |
|    | Fin de l'autoroute, prolongée par le | Ring d'Anvers                                | 0,0 |
| 7  | Sint-Anna Linkeroever                | Anvers (dont Linkeroever)                    | 0,0 |
| 8  | Waaslandhaven-Oost N49b              | Port d'Anvers (quais 1000-1099)              | 0,0 |
| 9  | Melsele N450                         | Beveren (dont Melsele, Kallo), Zwijndrecht   | 0,0 |
|    | Échangeur de Beveren                 | Grand ring d'Anvers                          | 0,0 |
| 10 | Vrasene N451                         | Beveren (Vrasene, Kieldrecht), Saint-Nicolas | 0,0 |
| 11 | Stekene                              | Stekene (Kemzeke), Saint-Nicolas             | 0,0 |
| 12 | Moerbeke                             | Moerbeke                                     | 0,0 |
| 13 | Zelzate-Oost                         | Grand ring de Gand, Zelzate                  | 0,0 |
|    | Tunnel de Zelzate (485 m)            |                                              | 0,0 |
| 14 | Zelzate-West                         | Grand ring de Gand, Zelzate                  | 0,0 |
|    | Fin de l'autoroute, prolongée par la | Eeklo, Bruges, Knokke-Heist                  | 0,0 |

|  | Dénomination                         | Destinations              | BK  |
|  | ------------------------------------ | ------------------------- | --- |
|  | Fin de l'autoroute, prolongée par la | Bruges, Blankenberge      | 0,0 |
|  | Fin de l'autoroute, prolongée par la | Knokke-Heist, Westkapelle | 0,0 |

## Galerie d'images

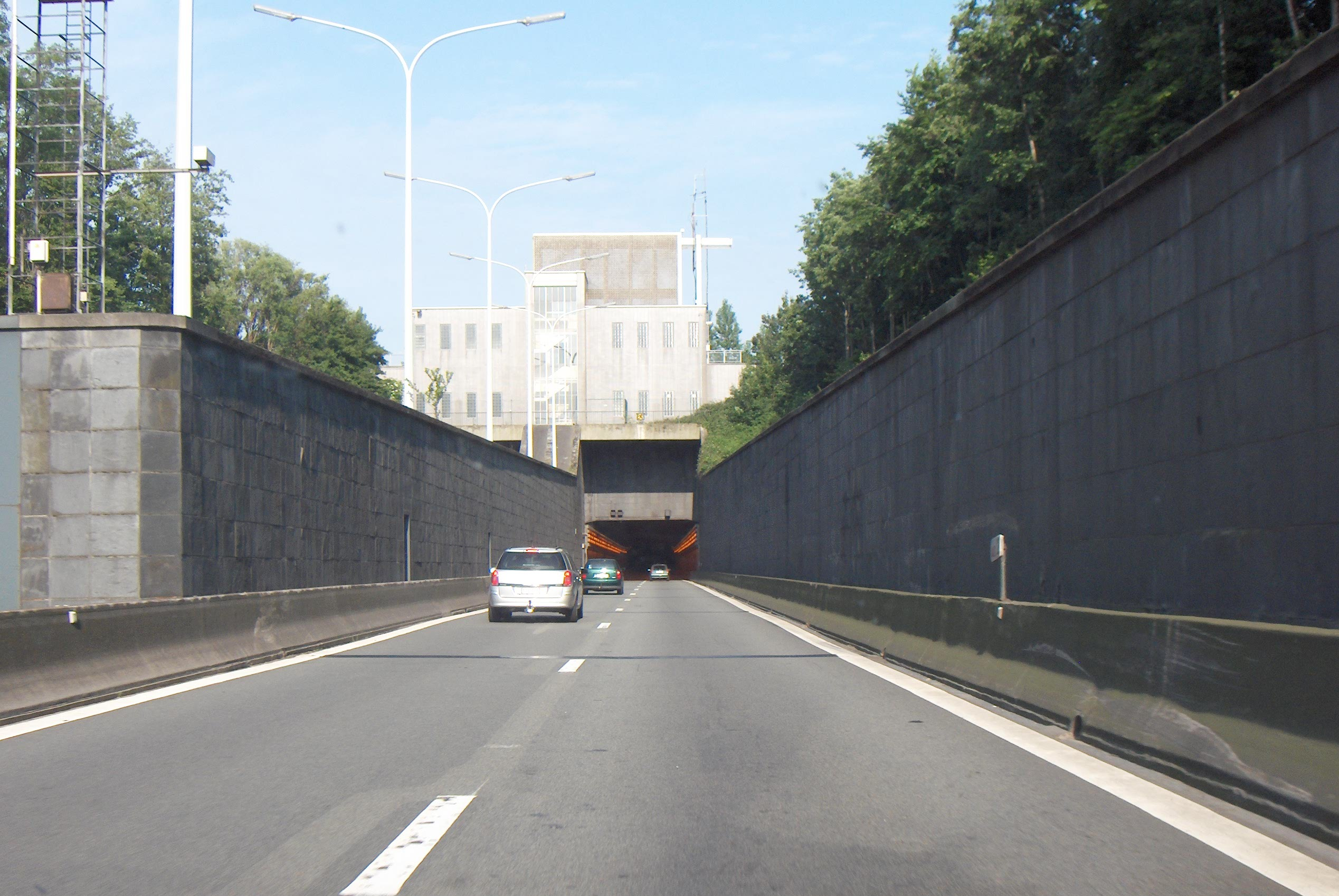
Tunnel de Zelzate.
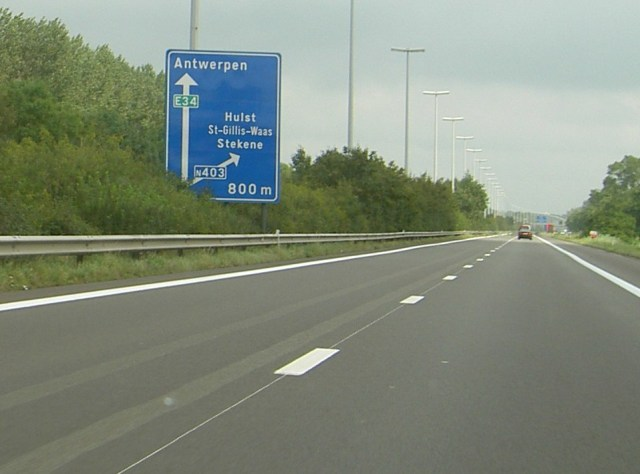
Sortie vers Hulst.
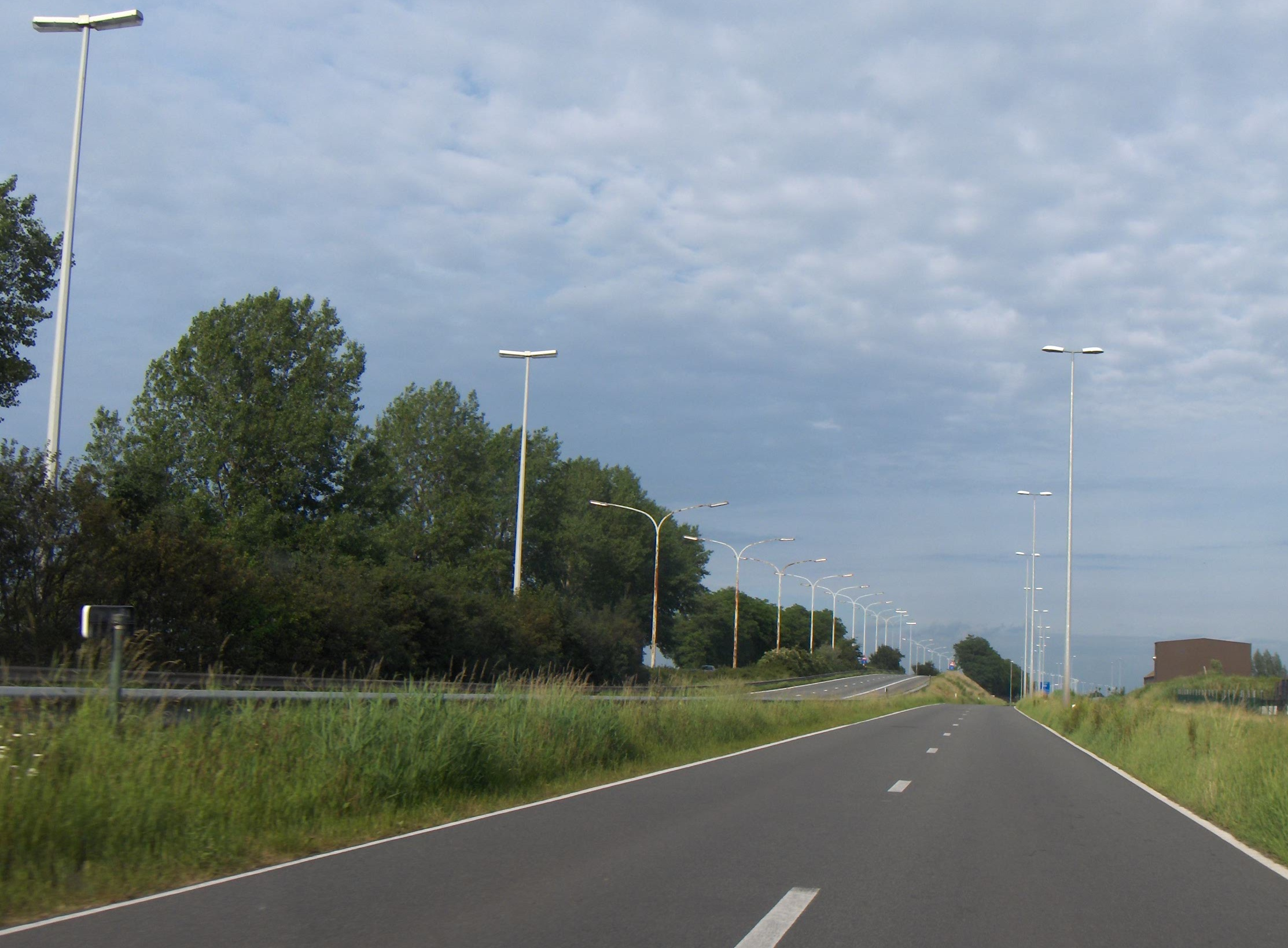
Route parallèle à l'autoroute.